# Moldes (Barjas)
Moldes es una localidad española perteneciente al municipio de Barjas, en la provincia de León, comunidad autónoma de Castilla y León.

## Geografía

### Ubicación
| Noroeste: San Julián   | Norte: Hermide | Noreste: Hermide     |
| Oeste: Campo de Liebre |                | Este: San Fiz do Seo |
| Suroeste Barjas        | Sur: Barjas    | Sureste: Serviz      |

## Demografía
Evolución de la población
| Gráfica de evolución demográfica de Moldes entre 2000 y 2019       |
|                                                                    |
| Población de derecho (2000-2019) según el padrón municipal del INE |